# Acraeologa
Stomopteryx là một chi bướm đêm thuộc họ Gelechiidae.